# 摇滚之环和摇滚公园
50°20′10″N 06°56′48″E / 50.33611°N 6.94667°E

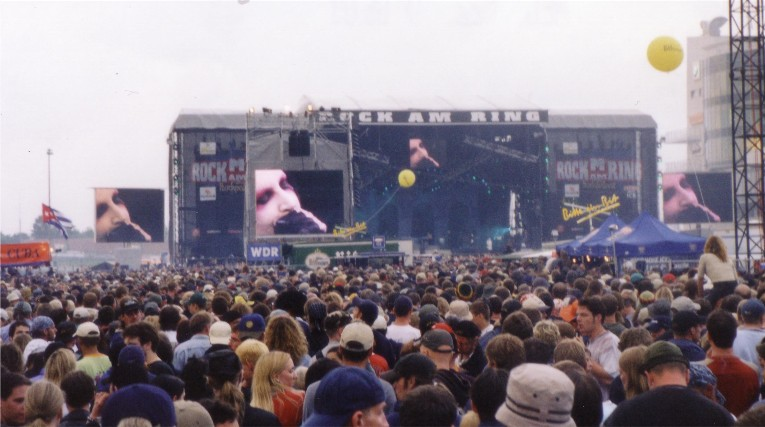
2003Rock am Ring上的瑪麗蓮·曼森

Rock am Ring (Rock at the Ring)和Rock im Park (Rock in the Park)音乐节是每年夏天在德国西方與南方同时举办的两个摇滚音乐节，為期約一周，時間通常是在六月第一周。
第一屆Rock am Ring於1985年舉行，當時是為了慶祝紐柏林賽道落成而舉辦，在沒有特別宣傳的情況下，竟然吸引了七萬五千名觀眾前來，取得巨大成功。Rock am Ring 中的 Ring 也有賽道環(ring)的意思，因此往後的活動也都在紐柏林賽道旁舉行，現在也開放民眾購票在賽道旁購買場地露營休息。只有三次不在紐柏林賽道旁舉行，分別是1993年在維也納、1994年在慕尼黑-里姆機場（那届稱為"Rock in Riem"）以及1995年在慕尼黑奥林匹克公园(所以也叫做"Rock im Park"）。1988 年至1990年則因為參與人數下降，因此取消。
第一屆Rock im Park於1993年的維也納舉行（當時名為Rock in Vienna）、1994年在慕尼黑-里姆機場舉行、1995年與1996年都在慕尼黑奥林匹克公园舉辦。1994年至今，皆由 ARGO Konzerte GmbH 和 Marek Lieberberg Konzertagentur GmbH & Co.KG 公司主辦音樂節。
1997年後至今，都在紐倫堡舉行。2004年之後，Rock im Park 於齊柏林集會場（Zeppelinfeld）舉行。齊柏林集會場（Zeppelinfeld）位於馬克斯·莫洛克體育場旁，這塊大型集會空地於1928年啟用，在德國納粹統治時期，自1933年開始具有球場以及希特勒青年團（Hitler-Jugend）操演場地的功能。2006 年夏天，由於馬克斯·莫洛克體育場為世界盃足球賽的場地之一，因此 Rock im Park 舞台搬遷至旁邊的Luitpoldhain場地。期間曾經因為被迫調動主舞台位置，導致後勤作業過於複雜，主辦公司一度想要放棄繼續在紐倫堡舉行的想法，最終沒有更換場地。
2020年與2021年也因為新冠疫情的影響，取消活動。由於活動連續取消，2021年4月被德國文化理事會列入紅色名錄2.0預警級別。
所有音樂人在為期三天的音樂節裡，會分別在紐伯林的Rock am Ring 與紐倫堡的Rock im Park 同時表演。Rock im Park 和 Rock am Ring已經是歐洲最具盛名的德國音乐節，在2007年共有超过15万名参观者，也是全世界最大的音乐节之一。2024 年的搖滾之環和搖滾公園音樂節，共計有150,000人次參加。2025年，Rock am Ring為第40屆，Rock im Park則為第30屆。

## 2012音乐节
演出阵容包括声音花园乐队、As I Lay Dying、Anthrax、Awolnation、Billy Talent、Crystal Castles (band)、Deichkind DevilDriver, Dick Brave and the Backbeats, 死褲子樂隊, Donots, Enter Shikari, 伊凡塞斯, Example, 流言蜚語, Gojira (band), Guano Apes, 卡薩比恩, 基音樂團, The Koletzkis, 終極殺戮樂團, 上帝羔羊樂團, Lexy & K-Paul, 聯合公園, Machine Head (band), 瑪麗蓮·曼森, 金属乐队, MIA., 摩托头, The Offspring, 殘月魔都, Shinedown, 史奇雷克斯,  頑強的D, The Subways, 和混種魔獸。

## 2011音乐节
演出阵容包括堕落体制, 酷玩樂團. 其他乐队还包括Disturbed, Alter Bridge, 羅伯·殭屍, Interpol (樂團), 七級煉獄, Social Distortion, Volbeat, Beatsteaks, August Burns Red, The BossHoss,The Pretty Reckless, 傷痛樂團, Korn, 马德森乐队, Mando Diao, 初哥樂隊, Sevendust, 烈焰邪神, 3 Doors Down, 生命之屋合唱團, The Devil Wears Prada (band), Ash (band)和The Gaslight Anthem。
| Center Stage (Rock am Ring)                                                                               |                                                                                           |                                                                            |
| Friday, 3                                                                                                 | Saturday, 4                                                                               | Sunday, 5                                                                  |
| 里昂王族 Mando Diao Social Distortion The Gaslight Anthem Plain White T's We Are Scientists Thees Uhlmann | 酷玩樂團 Söhne Mannheims 初哥樂隊 傷痛樂團 Ash (band) The Naked and Famous Morning Parade | 堕落体制 Beatsteaks Volbeat 七級煉獄 好萊塢不滅樂團 Millencolin 大隻佬樂團 |

## 2009音乐节
演出阵容包括滑結樂團,超凡樂團, Korn, 林普巴茲提特, 瑪麗蓮·曼森, 杀手乐队, Placebo and Billy Talent. Other bands included 2raumwohnung, Alexisonfire, All That Remains (band), ...And You Will Know Us by the Trail of Dead, Basement Jaxx, Biffy Clyro, Black Stone Cherry, Bloc Party, 飛越地平線樂團, Chester French, 克里斯·康奈爾, Dir en grey, 龍族悍將, Dredg, Enter Shikari, Esser (band), 侨民, Five Finger Death Punch, Flogging Molly, Forbidden Theory, 絞架, Guano Apes, 好萊塢不滅樂團, Ich Bin Bunt, Jan Delay & Disko No. 1, 朱丽叶特·刘易斯, Kettcar, Kilians, 終極殺戮樂團, Kitty, Daisy & Lewis, Little Man Tate, Machine Head (band), Madina Lake, Madness (band), Mando Diao, M.I.A., Middle Class Rut, New Found Glory, Pain (musical project), 蟑螂老爹, Peter Bjorn and John, 皮特·福克斯, Phoenix, Polarkreis 18, 剃刀光芒, Reamonn, Scouting for Girls, Selig (band), Sevendust, Shinedown, Staind, Steadlür, Sugarplum Fairy, 全美反對陣線, The Crave, The Gaslight Anthem, 初哥樂隊, 來福槍步兵團, 手創樂團, The Soundtrack of Our Lives (OEOC), The Subways, Tomte (band), 混種魔獸, Volbeat, White Lies
Rock am Ring tickets were sold out by March 26。

## 2008音乐节

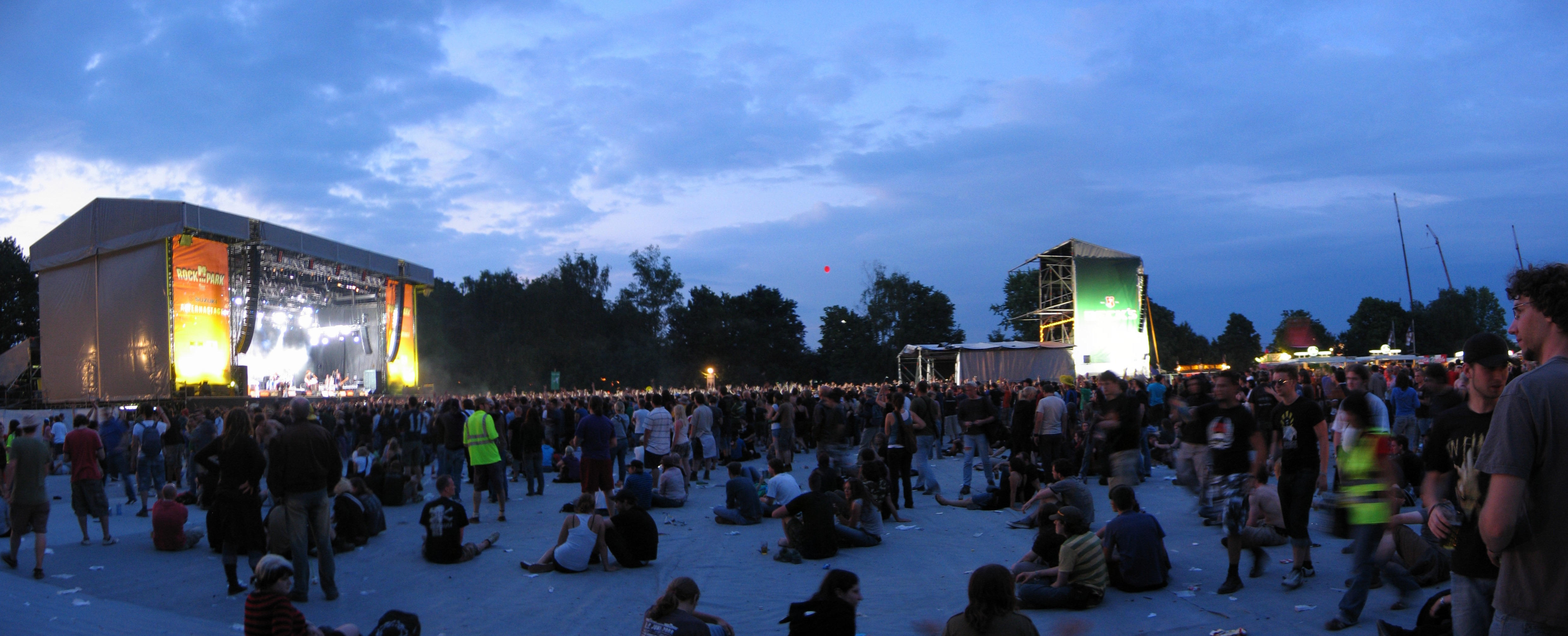
2008Rock Im Park音乐节上Panorama的另类摇滚秀

2008音乐节从2008年6月6日到8日。确认有91个乐队將舉行表演。在5月1日这两音乐节的门票就售罄。

演出阵容包括3 Doors Down (replacing 克里斯·康奈爾, who backed out to record an album )、 36 Crazyfists, Against Me!, Airbourne (band), Alpha Galates, Alter Bridge, Animal Alpha, Babyshambles, 邪教合唱團, Bedouin Soundclash, The Black Dahlia Murder (band), Black Stone Cherry, Black Tide, Bloodlights, Booka Shade, 致命情人, Cansei de Ser Sexy, Cavalera Conspiracy, Chiodos, Coheed and Cambria, Culcha Candela, Danko Jones, 死褲子樂隊, 霧都魔堡樂團, Disco Ensemble, Disturbed, Eagles of Death Metal, EL*KE, Fair to Midland, Fettes Brot, Fiction Plane, Filter (band), Finger Eleven, From First to Last, Gavin DeGraw, Gavin Rossdale, High on Fire, HIM (樂團), Hot Chip, In Case of Fire, 烈焰邪神, Incubus, Infadels, Jimmy Eat World, Joe Lean & The Jing Jang Jong, Johnossi, Jonathan Davis, Justice (band), 凱特·納什, 摇滚小子, Kill Hannah, 洛斯帕飛樂團, 马德森乐队, 狂躁街道传教者, Masters of Reality, 金属乐队, 摩托头, 夜愿, Oomph!, 殘月魔都, 帕拉摩爾樂團, Pete Murray, 石器時代女王, Rafael Weber, 討伐體制樂團, Rival Schools (band), 洛依歆·墨菲, Rooney (band), Rose Tattoo, Saul Williams, 撒克遜 (樂團), 騷動者樂團, 塞尔日·坦基扬, Silverstein (band), 简单计划, Söhne Mannheims, Sonic Syndicate, Sportfreunde Stiller, 立體音響樂隊, Steriogram, Takida, The Fall of Troy, The Fratellis, The Futureheads, The Hellacopters, The Offspring, 超凡樂團, The Streets, 神韻合唱團, Tokyo Police Club, 戰神突里薩斯樂團 and ZOX。

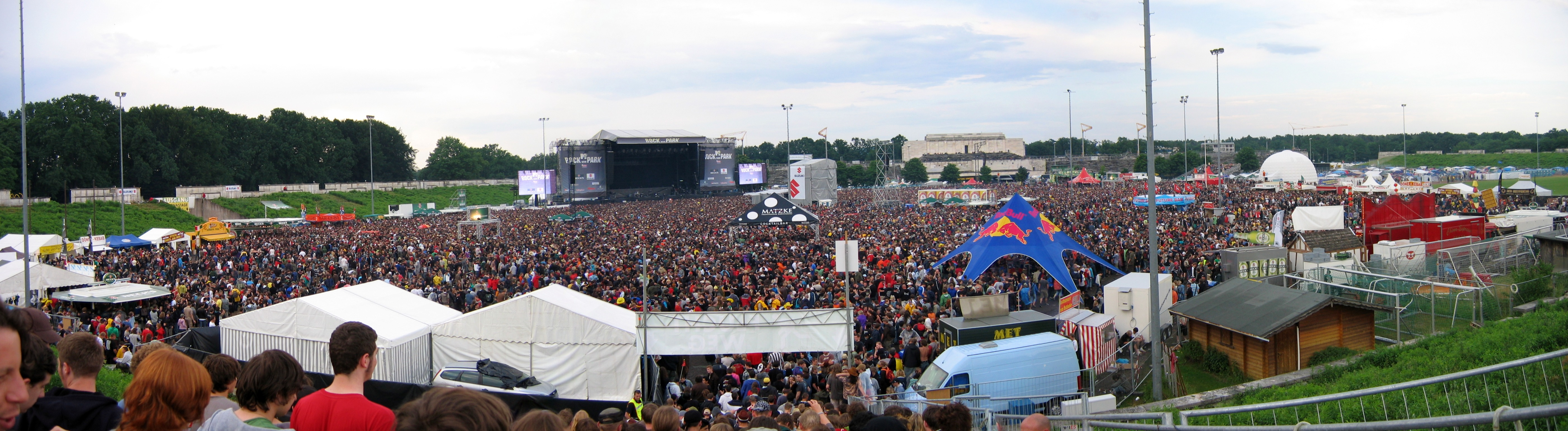
2008Rock Im Park音乐节上Panorama在Zeppelin主舞台上的摇滚秀

## 历史
Rock am Ring原本的規劃只是一次性音乐节庆典，这可追溯到1985的短期的音乐节，但由于它在商业上的成功，一共有7万5千人的观众，所以主辦單位决定每年举办这音乐节。在1991年，音乐节有新理念：活动组织者既邀请著名的音乐艺人，还给大众带来比较新鲜的、很时兴的乐队。於1993年，Rock im Park第一次在维也纳举办。1994年，Rock im Park移师到被遗弃的慕尼黑-里姆机场, 1995年进驻慕尼黑的慕尼黑奥林匹克体育场，举办了两年。自从1997年，Rock im Park就在纽伦堡的法兰克人体育场或周边地区举办。
2007年音乐节上，一个科学实验用来测验人们同时跳跃时，人们巨大的身体所产生的效应。这实验数据用来计算如果全体中国人口一同跳跃时將产生何種数据结果。从这理论性实验活动顯示，該实验没有得出显著的结论。

## 历届音乐节和演出阵容
- 1985.5.25–26
  - U2樂團, 乔·科克尔, Foreigner (band)（英语：Foreigner (band)）, Marius Müller-Westernhagen（英语：Marius Müller-Westernhagen）, Marillion（英语：Marillion）, Chris de Burgh（英语：Chris de Burgh）, Rick Springfield（英语：Rick Springfield）, 吉娜·納妮妮, The Alarm（英语：The Alarm）, Lone Justice（英语：Lone Justice）, Immaculate Fools（英语：Immaculate Fools）, 快速马车合唱团, Saga (band)（英语：Saga (band)）, Mink DeVille（英语：Mink DeVille）, Russ Ballard（英语：Russ Ballard）, Night Ranger（英语：Night Ranger）, Huey Lewis and the News（英语：Huey Lewis and the News）, Shakatak（英语：Shakatak）

- 1986.6.14–15 
  - Simple Minds（英语：Simple Minds） headlining 治疗乐队, INXS, 詹姆士·泰勒, 就是紅合唱團, Echo & the Bunnymen（英语：Echo & the Bunnymen）, Talk Talk, 手鐲合唱團

- 1987.6.6–7
  - 大卫·鲍伊, 舞韵乐队, 林悟道, UB40

- 1988.6.11–12
  - Marius Müller-Westernhagen（英语：Marius Müller-Westernhagen）, 佛利伍麥克, 克里斯·利亚, Imperiet（英语：Imperiet）

- 1991.6.28–30
  - INXS, Toto, 史汀, The Sisters of Mercy（英语：The Sisters of Mercy）, The Jeremy Days

- 1992.6.5–7
  - Marillion（英语：Marillion）, Saga (band)（英语：Saga (band)）, 布莱恩·亚当斯, 艾爾頓·強, 珍珠果酱乐队, The Cult（英语：The Cult）, 多莉·艾莫絲, Héroes del Silencio（英语：Héroes del Silencio）

- 1993.5.29–30
  - INXS, Faith No More（英语：Faith No More）, 布赖恩·梅, 罗伯特·普兰特, 梅莉莎·埃瑟里奇, 威豹乐队, 格但斯克, The Black Crowes（英语：The Black Crowes）, 里奥纳德·科恩, Hothouse Flowers（英语：Hothouse Flowers）, The Jayhawks（英语：The Jayhawks）, World Party（英语：World Party）, Ugly Kid Joe（英语：Ugly Kid Joe）

- 1994.5.21–23
  - 空中铁匠, 彼得·蓋布瑞爾, Clawfinger（英语：Clawfinger）, 尼娜·哈根, 电台司令, 討伐體制樂團, The Smashing Pumpkins

- 1995.6.3–4
  - Van Halen, 邦喬飛, 麦加帝斯, 邪教合唱團, Otto Waalkes（英语：Otto Waalkes）, 伪装者合唱团

- 1996.5.24–26
  - 討伐體制樂團, Kiss合唱團, 布莱恩·亚当斯、大衛·馬修樂團、Herbert Grönemeyer（英语：Herbert Grönemeyer）, 死褲子樂隊, 史汀, 难民营乐队, 艾拉妮絲·莫莉塞特, Héroes del Silencio（英语：Héroes del Silencio）, Bush (band)（英语：Bush (band)）, Mike + The Mechanics（英语：Mike + The Mechanics）, 神碑合唱團, 腐臭乐队, Paradise Lost (band)（英语：Paradise Lost (band)）

- 1997.5.16–18
  - Soraya (musician)（英语：Soraya (musician)）, Kiss合唱團, 空中铁匠, 醫生樂隊, Supertramp（英语：Supertramp）, Texas (band)（英语：Texas (band)）, Neneh Cherry（英语：Neneh Cherry）, Faith No More（英语：Faith No More）

- 1998.5.29–31
  - 鲍勃·迪伦, 創世紀樂團, 奥齐·奥斯本, 德国战车, BAP (German band)（英语：BAP (German band)）, 超凡樂團, 邪教合唱團, The Smashing Pumpkins, Soulflower

- 1999.5.21–23
  - 金属乐队, 布莱恩·亚当斯, 艾拉妮絲·莫莉塞特, Xavier Naidoo（英语：Xavier Naidoo）, 罗比·威廉斯, Faithless（英语：Faithless）, Skunk Anansie（英语：Skunk Anansie）

- 2000.6.9–11
  - 绿洲乐队, 珍珠果酱乐队, 滑結樂團, 死褲子樂隊, 史汀, 舞韵乐队, Korn, 討伐體制樂團

- 2001.6.1–3
  - Blackmail, HIM (樂團), 林普巴茲提特, 聯合公園, 电台司令, 艾拉妮絲·莫莉塞特, 摇滚小子, Godsmack（英语：Godsmack）, OutKast（英语：OutKast）, Reamonn（英语：Reamonn）, Hed PE（英语：Hed PE）

- 2002.5.17–19
  - 藍尼·克羅維茲, 卡洛斯·山塔那, Faithless（英语：Faithless）, 尼爾·楊, 傑米羅奎, 怀克里夫·让, P.O.D, 斃命水池, 奥齐·奥斯本, Alien Ant Farm（英语：Alien Ant Farm）, 堕落体制, Natalie Merchant（英语：Natalie Merchant）, 邪教合唱團, 缪斯

- 2003.6.6–8
  - 音魔合唱團, 鐵娘子樂團, 金属乐队, Placebo,伊凡塞斯, 金屬啟示錄, 瑪麗蓮·曼森 (樂隊), 盲音合唱團, 石器時代女王, Zwan（英语：Zwan）, 羊毛衫乐队, Maná, Molotov (band)（英语：Molotov (band)）, 生命之屋合唱團, The Donnas（英语：The Donnas）, Murderdolls（英语：Murderdolls）, Reamonn（英语：Reamonn）, 銀椅合唱團, The Hives（英语：The Hives）, The Dandy Warhols（英语：The Dandy Warhols）, Die Happy（英语：Die Happy）, blackmail (band)（英语：blackmail (band)）, M.I.A. (band)（英语：M.I.A. (band)）, Joachim Deutschland, Whyte Seeds, 石酸乐队, Clawfinger（英语：Clawfinger）, Emil Bulls（英语：Emil Bulls）, Dave Gahan（英语：Dave Gahan）, 立體音響樂隊, Badly Drawn Boy（英语：Badly Drawn Boy）, Turin Brakes（英语：Turin Brakes）, Tomte, The Ark (band)（英语：The Ark (band)）, Saybia（英语：Saybia）, Surrogat, Disturbed, Boysetsfire（英语：Boysetsfire）, 莫比, Beginner (band)（英语：Beginner (band)）, ASD (Afrob & Samy Deluxe（英语：Samy Deluxe）), Patrice, Saïan Supa Crew（英语：Saïan Supa Crew）, Deichkind（英语：Deichkind）, Kool Savas（英语：Kool Savas）, Creutzfeld & Jakob, Rolf Stahlhofen

- 2004.6.4–6
  - 嗆辣紅椒, 缪斯乐队, 五分錢合唱團, 伊凡塞斯, 死褲子樂隊, Faithless（英语：Faithless）, 邪教合唱團, Moloko（英语：Moloko）, 艾薇兒·拉維尼, Wir sind Helden（英语：Wir sind Helden）, 聯合公園 (Rock am Ring only), 洛斯帕飛樂團, 摩托头, Sportfreunde Stiller, 雷斯魔, Seeed（英语：Seeed）,  Korn, 3 Doors Down（英语：3 Doors Down）, Lagwagon（英语：Lagwagon）, H-Blockx（英语：H-Blockx）, 多佛尔

- 2005.6.3–5

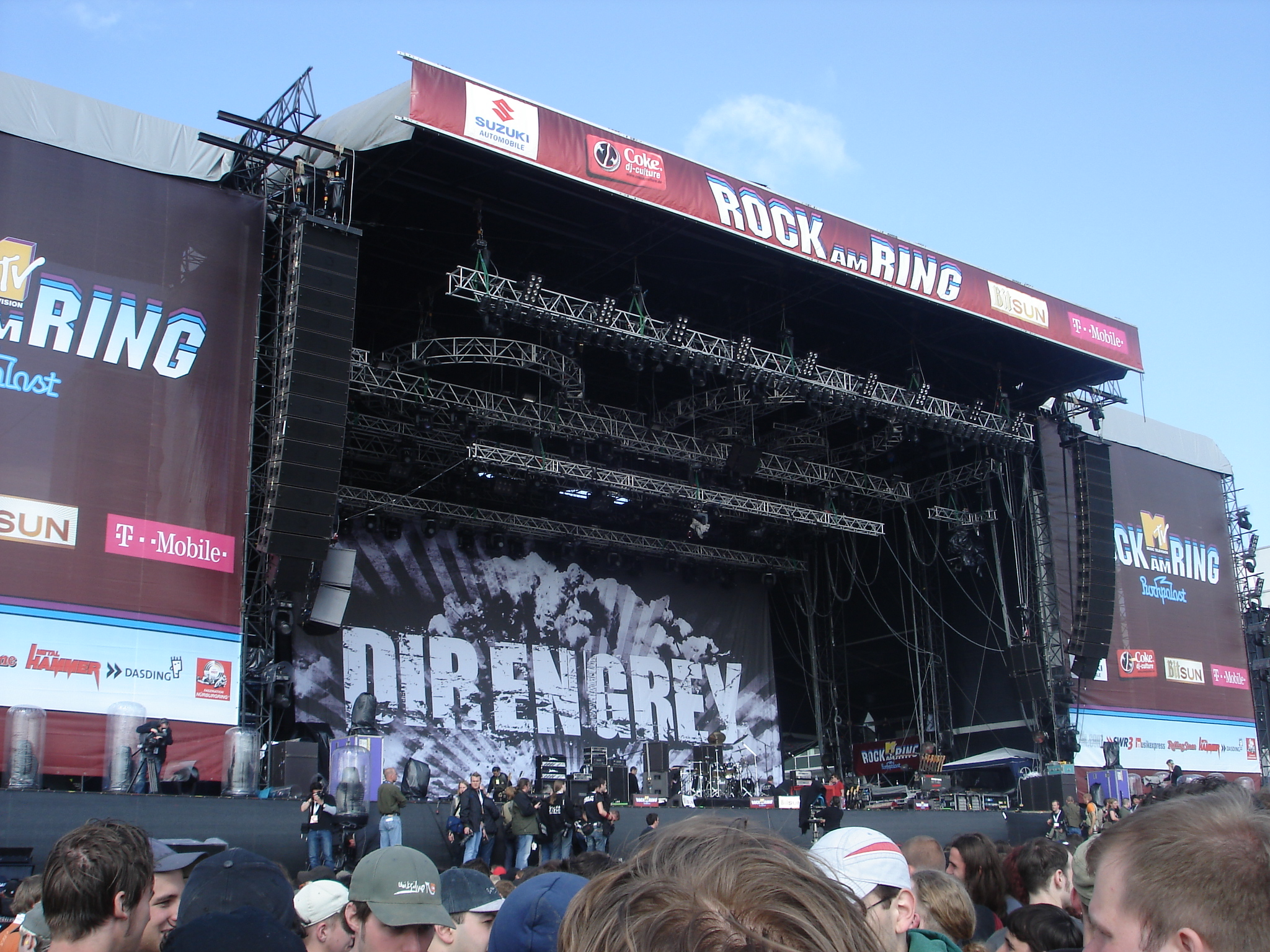
2006年Rock am Ring舞台上的Dir en grey shown

  - 鐵娘子樂團, R.E.M., HIM (樂團), Wir sind Helden（英语：Wir sind Helden）, Mudvayne（英语：Mudvayne）, Melody Club（英语：Melody Club）, 年輕歲月, Incubus, The Hives（英语：The Hives）, 超級殺手合唱團, 瑪麗蓮·曼森 (樂隊), 3 Doors Down（英语：3 Doors Down）, Helmet (band)（英语：Helmet (band)）, 比利·爱多尔, Velvet Revolver（英语：Velvet Revolver）, Feeder, 超凡樂團,  化學兄弟, 滑結樂團, 克魯小丑樂團, Fettes Brot（英语：Fettes Brot）, Mando Diao（英语：Mando Diao）, Subway to Sally（英语：Subway to Sally）, 金屬啟示錄, 死褲子樂隊, Wednesday 13（英语：Wednesday 13）, Dir en grey, Kagerou (band)（英语：Kagerou (band)）, 魔力紅, 蟑螂老爹, 诱惑本质, 威瑟樂團, Black Raven（英语：Black Raven）

- 2006.6.2–4
  - 枪与玫瑰, Kaizers Orchestra（英语：Kaizers Orchestra）, Korn and 金属乐队, 天使頻道, 混種魔獸, Alter Bridge（英语：Alter Bridge）, 七級煉獄, 惡靈天皇, 流行尖端, 黑暗乐队, Placebo, 莫里西, 法蘭茲·費迪南, 盲音合唱團, 编辑, 醫生樂隊, 妮莉·費塔朵, Sportfreunde Stiller, 凱撒首領, 工具乐队, 傑米羅奎, Dir en grey, Atreyu (band)（英语：Atreyu (band)）, 烈焰邪神, 殘月魔都, Bloodhound Gang（英语：Bloodhound Gang）, Kagerou (band)（英语：Kagerou (band)）, Danko Jones（英语：Danko Jones）, 致命情人, 爱丽丝囚徒, 石酸乐队, Point Blank (band)（英语：Point Blank (band)）, The Zutons（英语：The Zutons）, 時空悍將樂團, She Wants Revenge（英语：She Wants Revenge）

- 2007.6.1–3

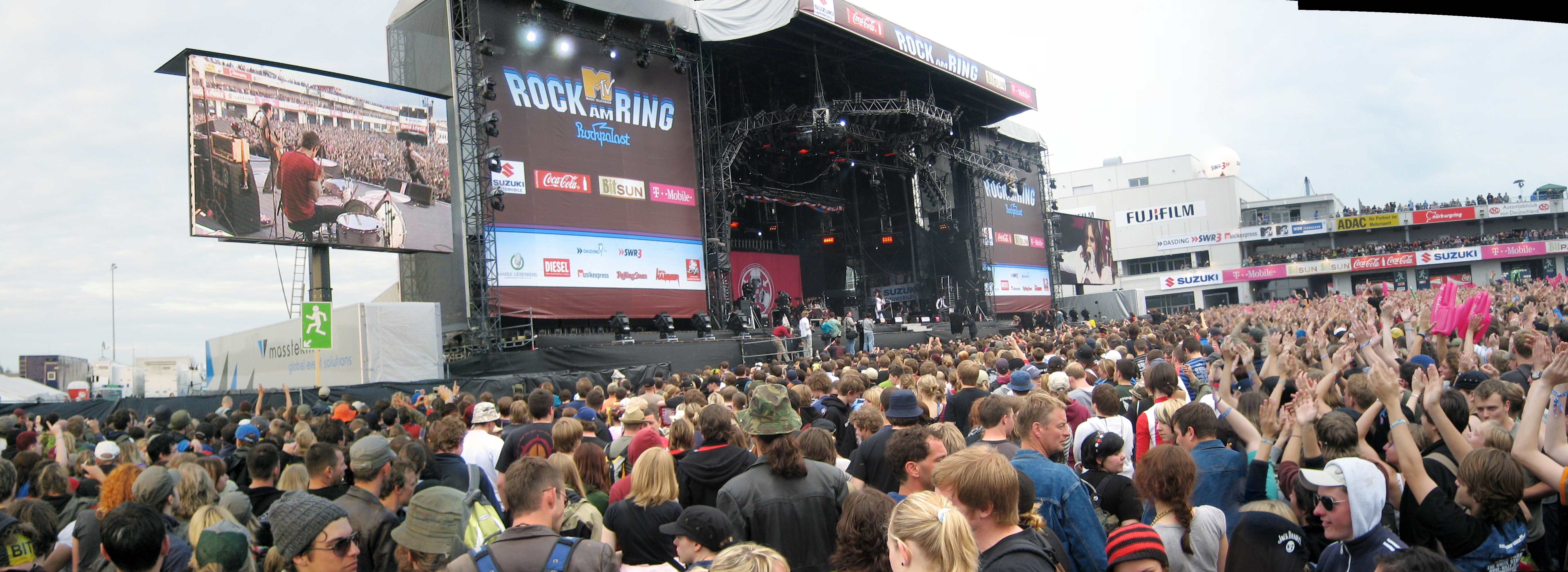
2007年Rock am Ring主舞台,30秒上火星的现场表演

- - 聯合公園, The Smashing Pumpkins, 醫生樂隊 and 超級殺手合唱團, 伊凡塞斯, Korn, 白線條樂團, Velvet Revolver（英语：Velvet Revolver）, 30秒上火星, 缪斯乐队, Beatsteaks（英语：Beatsteaks）, Billy Talent（英语：Billy Talent）, Mando Diao（英语：Mando Diao）, Wir sind Helden（英语：Wir sind Helden）、大衛·馬修樂團（退出活動）、The Hives（英语：The Hives）, 北極潑猴, 我的另類羅曼史, 凱撒首領, Jan Delay（英语：Jan Delay）, M.I.A. (band)（英语：M.I.A. (band)）, 初哥樂隊, 狼母, 石酸乐队, 艾米·怀恩豪斯 (withdrew from the event), As I Lay Dying (band)（英语：As I Lay Dying (band)）, Bloodsimple（英语：Bloodsimple）, Breed 77（英语：Breed 77）, The Cat Empire（英语：The Cat Empire）, Chimaira（英语：Chimaira）, The Cribs, Fair to Midland（英语：Fair to Midland）, Disco Ensemble（英语：Disco Ensemble）, Enter Shikari, The Fratellis（英语：The Fratellis）, 一個朋友的葬禮, Ghosts (band)（英语：Ghosts (band)）, Gogol Bordello（英语：Gogol Bordello）, 狂野夏洛特, The Higher（英语：The Higher）, Hinder（英语：Hinder）, 終極殺戮樂團, 上帝羔羊樂團, Little Man Tate (band)（英语：Little Man Tate (band)）, Machine Head (band)（英语：Machine Head (band)）, Maxïmo Park（英语：Maxïmo Park）, McQueen (band)（英语：McQueen (band)）, 麦加帝斯, Mr. Hudson & The Library（英语：Mr. Hudson & The Library）, 保羅·努提尼, 蟑螂老爹 (canceled Rock im Park performance due to vocal problems), 剃刀光芒, Scissor Sisters（英语：Scissor Sisters）, Silverstein (band)（英语：Silverstein (band)）, The Sounds（英语：The Sounds）, Sugarplum Fairy（英语：Sugarplum Fairy）, Tele (band)（英语：Tele (band)）, Type O Negative（英语：Type O Negative）, Under the Influence of Giants（英语：Under the Influence of Giants）, The Used（英语：The Used）, Zoot Woman（英语：Zoot Woman）, Aiden, Miasma, Charlotte Hatherley（英语：Charlotte Hatherley）, DevilDriver（英语：DevilDriver）, Down Below, 龍族悍將, Finley (band)（英语：Finley (band)）, Gallows (band)（英语：Gallows (band)）, Groove Armada（英语：Groove Armada）, Head Automatica（英语：Head Automatica）, In This Moment（英语：In This Moment）, Kilian, Lez Zeppelin（英语：Lez Zeppelin）, The Long Blondes（英语：The Long Blondes） (Rock im Park only), Lost Alone, Mutemath（英语：Mutemath）, Ohrbooten, One Fine Day (band)（英语：One Fine Day (band)）, 帕拉摩爾樂團, Ingo Pohlmann（英语：Ingo Pohlmann）, Revolverheld, Saosin（英语：Saosin）, Smoke Blow, Sunrise Avenue（英语：Sunrise Avenue）, Turbostaat（英语：Turbostaat）, The Last Exit to Anywhere

- 2008.6.6–8
  - 死褲子樂隊, 討伐體制樂團, 金属乐队，HIM (樂團), 超凡樂團, Incubus, Sportfreunde Stiller, 神韻合唱團, The Offspring, 摩托头, 石器時代女王, Eagles of Death Metal（英语：Eagles of Death Metal）, Fettes Brot（英语：Fettes Brot）, Culcha Candela（英语：Culcha Candela）, The Fratellis（英语：The Fratellis）, 塞尔日·坦基扬, 致命情人, Babyshambles（英语：Babyshambles）, 夜愿, 洛斯帕飛樂團, 烈焰邪神, 凱特·納什, 摇滚小子, Alter Bridge（英语：Alter Bridge）, 简单计划, 马德森乐队, 霧都魔堡樂團, 邪教合唱團, Justice, Disturbed, 36 Crazyfists（英语：36 Crazyfists）, Rooney (band)（英语：Rooney (band)）, 立體音響樂隊, 狂躁街道传教者, Airbourne (band)（英语：Airbourne (band)）, 撒克遜 (樂團), 擺, Danko Jones（英语：Danko Jones）

- 2009.6.5–7
  - 瑪麗蓮·曼森, Billy Talent（英语：Billy Talent）, 林普巴茲提特, Placebo, 杀手乐队, Korn, 滑結樂團, Mando Diao（英语：Mando Diao），2raumwohnung, Alexisonfire（英语：Alexisonfire）, All That Remains (band)（英语：All That Remains (band)）, ...And You Will Know Us by the Trail of Dead（英语：...And You Will Know Us by the Trail of Dead）, Basement Jaxx（英语：Basement Jaxx）, Biffy Clyro（英语：Biffy Clyro）, Black Stone Cherry（英语：Black Stone Cherry）, Bloc Party（英语：Bloc Party）, 飛越地平線樂團, Chester French（英语：Chester French）, 克里斯·康奈爾, Dir en grey, 龍族悍將, Dredg（英语：Dredg）, Enter Shikari, Esser (band)（英语：Esser (band)）, Expatriate (band)（英语：Expatriate (band)）, Flogging Molly, 絞架, Guano Apes（英语：Guano Apes）, Ich Bin Bunt, Jan Delay（英语：Jan Delay）, 朱丽叶特·刘易斯, Kettcar（英语：Kettcar）, Kilians（英语：Kilians）, 終極殺戮樂團, Kitty, Daisy & Lewis（英语：Kitty, Daisy & Lewis）, Little Man Tate（英语：Little Man Tate）, Machine Head (band)（英语：Machine Head (band)）, Madina Lake（英语：Madina Lake）, Madness (band)（英语：Madness (band)）, M.I.A. (band)（英语：M.I.A. (band)）, Middle Class Rut（英语：Middle Class Rut）, New Found Glory（英语：New Found Glory）, 疼痛, 蟑螂老爹, Peter Bjorn and John（英语：Peter Bjorn and John）, Phoenix (band), 皮特·福克斯, Polarkreis 18（英语：Polarkreis 18）, 剃刀光芒, Reamonn（英语：Reamonn）, Scouting for Girls（英语：Scouting for Girls）, Selig (band)（英语：Selig (band)）, Sevendust（英语：Sevendust）, Shinedown（英语：Shinedown）, Steadlür, Sugarplum Fairy（英语：Sugarplum Fairy）, 全美反對陣線, The Crave（英语：The Crave）, The Gaslight Anthem（英语：The Gaslight Anthem）, 初哥樂隊, 超凡樂團, 來福槍步兵團, The Soundtrack of Our Lives（英语：The Soundtrack of Our Lives）, 手創樂團, The Subways（英语：The Subways）, Tomte（英语：Tomte）, 混種魔獸, Volbeat（英语：Volbeat）, White Lies

- 2010.6.3–6
  - 德国战车, 缪斯乐队, 討伐體制樂團, Kiss合唱團, HIM (樂團), 30秒上火星，A Day to Remember（英语：A Day to Remember）, Airbourne (band)（英语：Airbourne (band)）, 爱丽丝囚徒, Alkaline Trio（英语：Alkaline Trio）, As I Lay Dying (band)（英语：As I Lay Dying (band)）, 邪教合唱團, Broilers, 致命情人, Cancer Bats（英语：Cancer Bats）, Carpark North（英语：Carpark North）, Crime in Stereo（英语：Crime in Stereo）, Crystal Castles (band)（英语：Crystal Castles (band)）, Cypress Hill（英语：Cypress Hill）, Das Actionteam, Delphic, Die Sterne（英语：Die Sterne）, Disco Ensemble（英语：Disco Ensemble）, 迪齐·拉斯科, Dommin（英语：Dommin）, Editors, Donots（英语：Donots）, 艾麗·高登, Eyes of Solace, Fertig, Los!（英语：Fertig, Los!）, Five Finger Death Punch（英语：Five Finger Death Punch）, Foals（英语：Foals）, Gentleman (musician)（英语：Gentleman (musician)）, Gogol Bordello（英语：Gogol Bordello）, 流言蜚語, H-Blockx（英语：H-Blockx）, Halestorm（英语：Halestorm）, HammerFall（英语：HammerFall）, Heaven Shall Burn（英语：Heaven Shall Burn）, Jan Delay（英语：Jan Delay）, 杰斯, 幸運之星, 卡薩比恩, Katatonia（英语：Katatonia）, 凱特·納什, Kiss合唱團, 上帝羔羊樂團, Lazer, Lissie（英语：Lissie）, 摩托头, 缪斯乐队, 共和世代, 擺, 討伐體制樂團, Rise Against（英语：Rise Against）, Rock Rotten's 9mm Assi Rock'n'Roll, Roman Fischer, 史萊許, 超級殺手合唱團, Sportfreunde Stiller (unplugged), 石酸乐队, Sweethead（英语：Sweethead）, Taking Dawn（英语：Taking Dawn）, Taylor Hawkins and the Coattail Riders（英语：Taylor Hawkins and the Coattail Riders）, The Cribs, The Damned Things（英语：The Damned Things）, The Hives（英语：The Hives）, The New Black（英语：The New Black）, The Sounds（英语：The Sounds）, The Storm (band)（英语：The Storm (band)）, Them Crooked Vultures（英语：Them Crooked Vultures）, Tocotronic（英语：Tocotronic）, Turbostaat（英语：Turbostaat）, Volbeat（英语：Volbeat）, We Are the Fallen（英语：We Are the Fallen）, Whitechapel (band)（英语：Whitechapel (band)）, WhoMadeWho, Year Long Disaster, You Me at Six（英语：You Me at Six）, Zebrahead（英语：Zebrahead）

- 2011.6.3–5
  - 堕落体制, 酷玩樂團, 里昂王族，烈焰邪神, Mando Diao（英语：Mando Diao）, Beatsteaks（英语：Beatsteaks）, The Gaslight…, Volbeat（英语：Volbeat）, 傷痛樂團, The BossHoss（英语：The BossHoss）, Jazzkantine（英语：Jazzkantine）.

- 2012.6.1–3
  - 声音花园乐队 聯合公園, 金属乐队, 死褲子樂隊，頑強的D, Billy Talent（英语：Billy Talent）, Machine Head (band)（英语：Machine Head (band)）, Marilyn Manson, 混種魔獸, The Offspring, 卡薩比恩, 史奇雷克斯, 流言蜚語, Gojira（英语：Gojira）, 終極殺戮樂團.

## 关联項目
- 西南偏南
- Lollapalooza
- 科切拉音乐节
- 格拉斯顿伯里当代表演艺术节

## 参照
1. ↑  . dw.com.   [2024-09-05]. （原始内容存档于2024-08-08） （英语）.
2. ↑  http://www.rock-im-park.de/index.php?navi=1&rid=1&artid=513 （页面存档备份，存于） (in german, google translate: http://translate.google.com/translate?u=http%3A%2F%2Fwww.rock-im-park.de%2Findex.php%3Fnavi%3D1%26rid%3D1%26artid%3D513 （页面存档备份，存于）)
3. ↑  .   [2024-09-05]. （原始内容存档于2024-03-03）.
4. ↑  .   [2012-06-02]. （原始内容存档于2012-06-04）.
5. ↑  .   [2012-06-02]. （原始内容存档于2012-05-31）.
6. ↑  .   [2012-06-02]. （原始内容存档于2011-07-19）.
7. ↑  .   [2012-06-02]. （原始内容存档于2008-03-16）.
8. ↑  .   [2012-06-02]. （原始内容存档于2008-03-12）.
9. ↑  .   [2012-06-02]. （原始内容存档于2008-03-30）.
10. ↑  .   [2012-06-02]. （原始内容存档于2008-04-10）.
11. ↑  .   [2012-06-02]. （原始内容存档于2008-04-30）.
12. ↑  .   [2012-06-02]. （原始内容存档于2008-04-11）.
13. 1 2  .   [2012-06-02]. （原始内容存档于2008-05-02）.
14. ↑  .   [2012-06-02]. （原始内容存档于2008-05-08）.
15. ↑  .   [2012-06-02]. （原始内容存档于2012-07-16）.
16. ↑  . blog.sciam.com.   [2012-06-02]. （原始内容存档于2007-07-13）.